# Wilhelm von Gegerfelt
Wilhelm von Gegerfelt (Gotemburgo, 9 de noviembre de 1844 - Torekov, Condado de Kristianstad 2 de abril de 1920), fue un pintor de paisajes y grabador sueco. Era hijo del arquitecto Victor von Gegerfelt y padre de Cecilia von Gegerfelt.

## Biografía
Wilhelm von Gegerfelt estudió en la academia de arte en Copenhague entre 1861 y 1863, en la academia de Estocolmo entre 1864 y 1867, y en Düsseldorf entre 1867 y 1872. Después de esto, se trasladó a París, donde desarrolló una técnica completamente nueva. Junto con Alfred Wahlberg, se convirtió en el primer representante sueco del moderno paisaje de ambiente.
Realizó viajes de estudio a la costa norte de Francia, a su país natal y a Italia, donde pintó atardeceres sobre los muelles de Venecia, lunas llenas sobre las lagunas, acantilados de tiza en el Canal de la Mancha con tonalidades grises, y noches de verano suecas. Todos estos paisajes los capturó con un pincel elegante, colores suaves y una ejecución vivaz.
Von Gegerfelt está representado en el Museo de Arte de Norrköping, en el Nationalmuseum  con las obras Stormen (acuarela, motivo de Dalarna, comprada en 1886) y Strand på Hallands Väderö (óleo, 1893), y en el Museo de Arte de Gotemburgo con Strandgata i Venezia (1884), la pintura al óleo Vinterafton på Hallands Väderö (1893) y la acuarela Fjällbacka. La habilidad de von Gegerfelt para capturar el ambiente en los paisajes naturales también se muestra claramente en su pintura Sen Vinterdag (óleo, 1894). Durante sus últimos años, von Gegerfelt residió en Torekov.

## Galería de imágenes

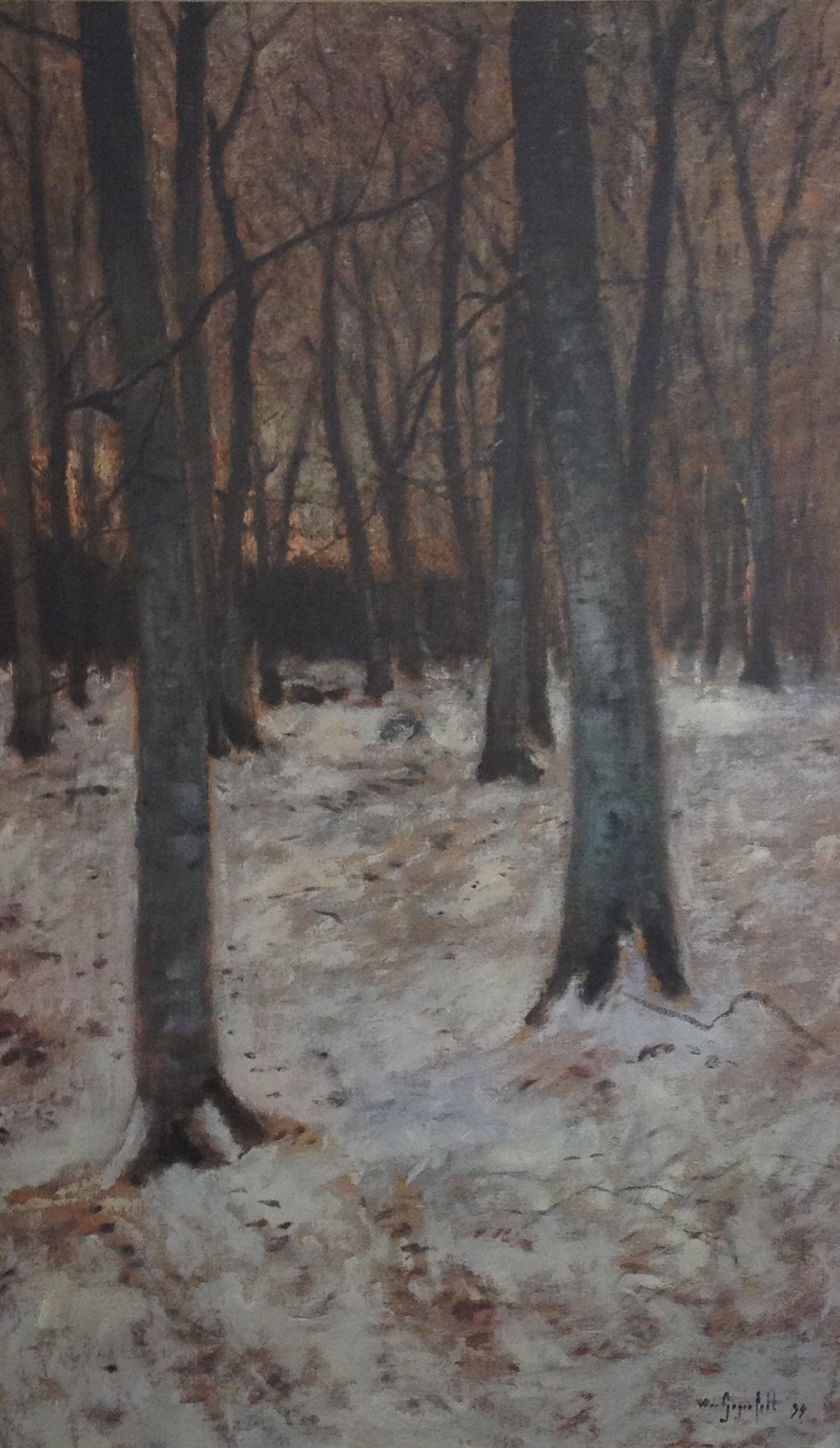
Sen vinterdag (s.f.)
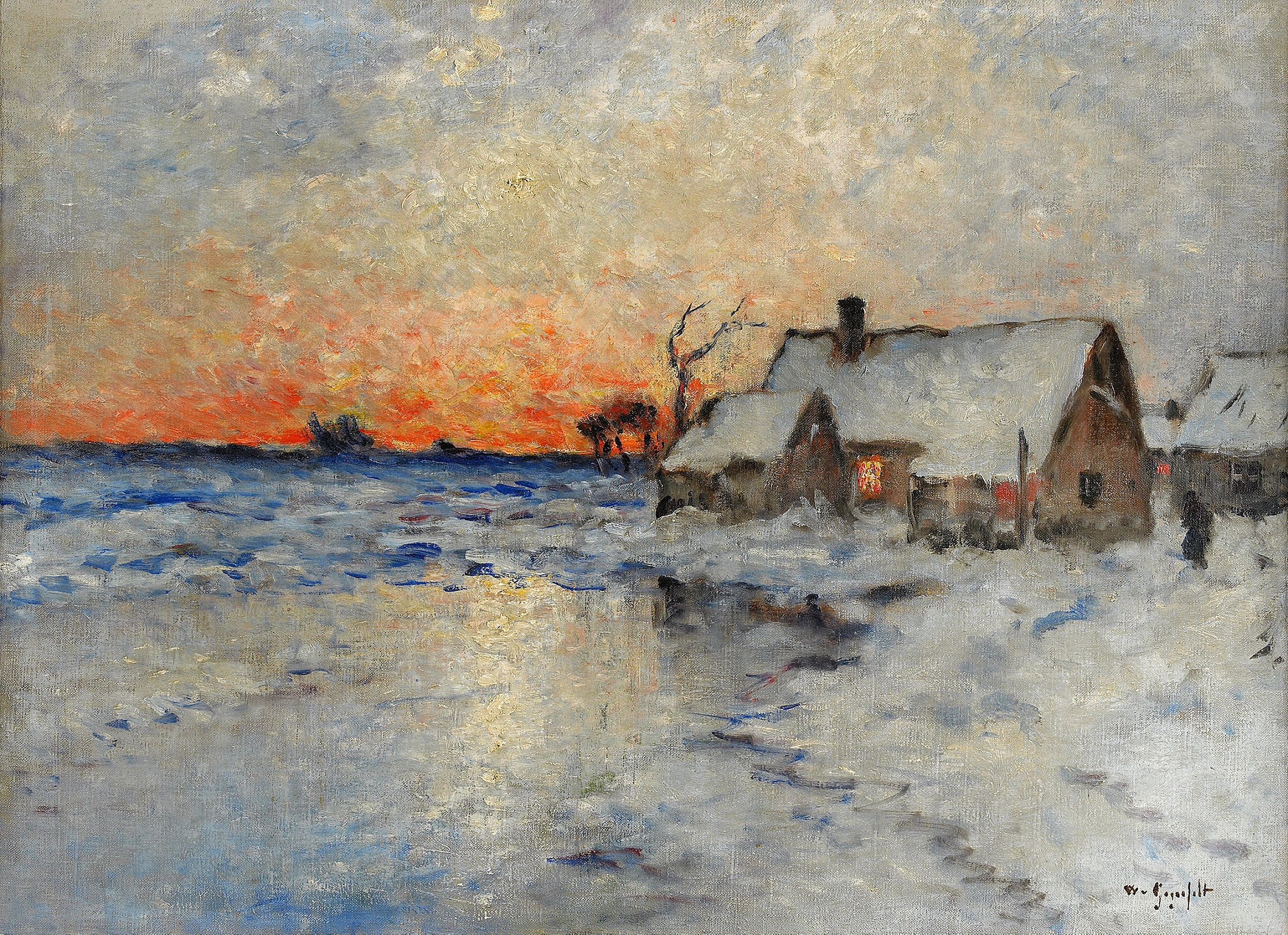
Vinterlandskap med gård i aftonstämning (s.f.)
Musselplockerskor i Villerville (s.f.)
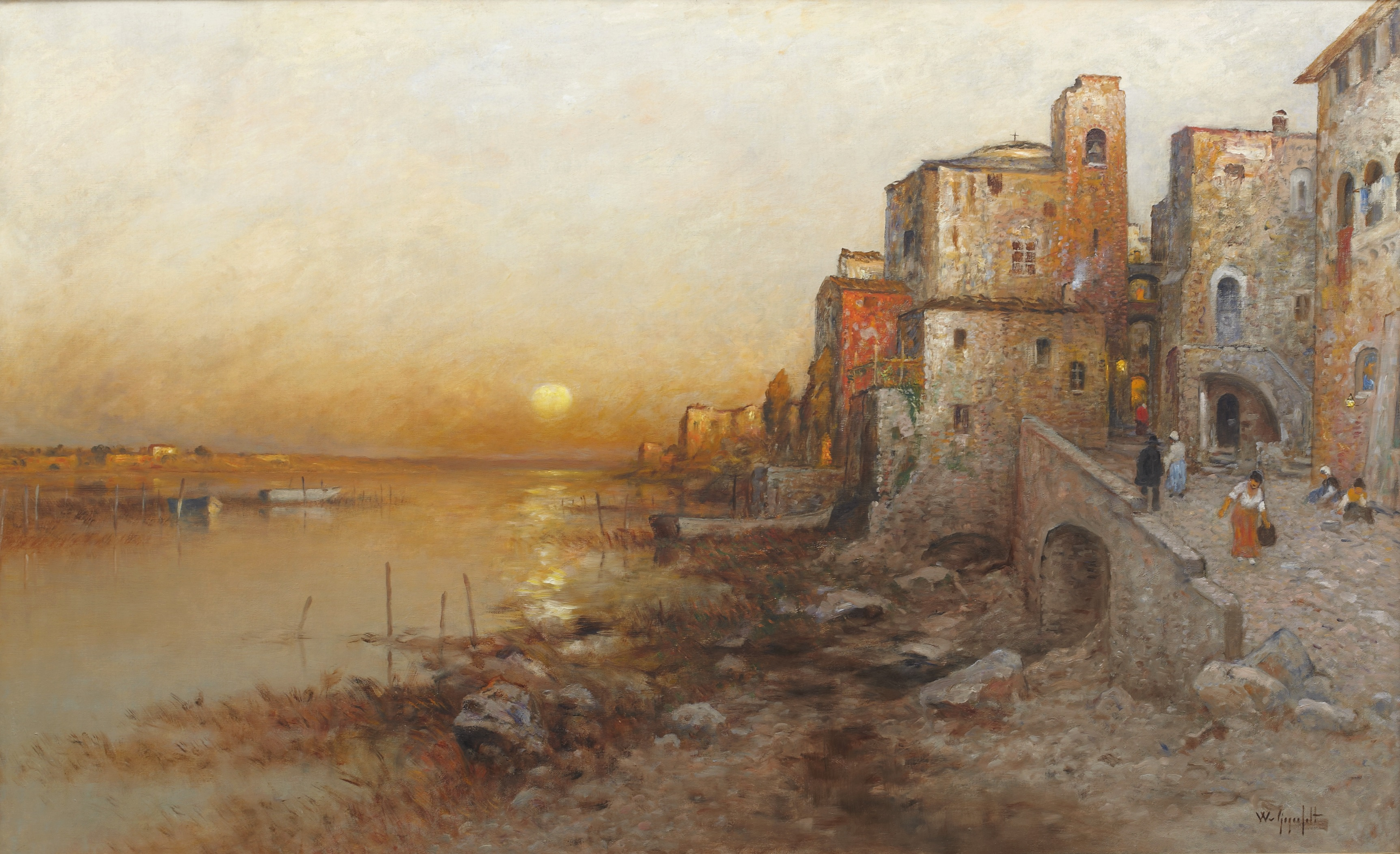
Motiv från Venedig (s.f.)
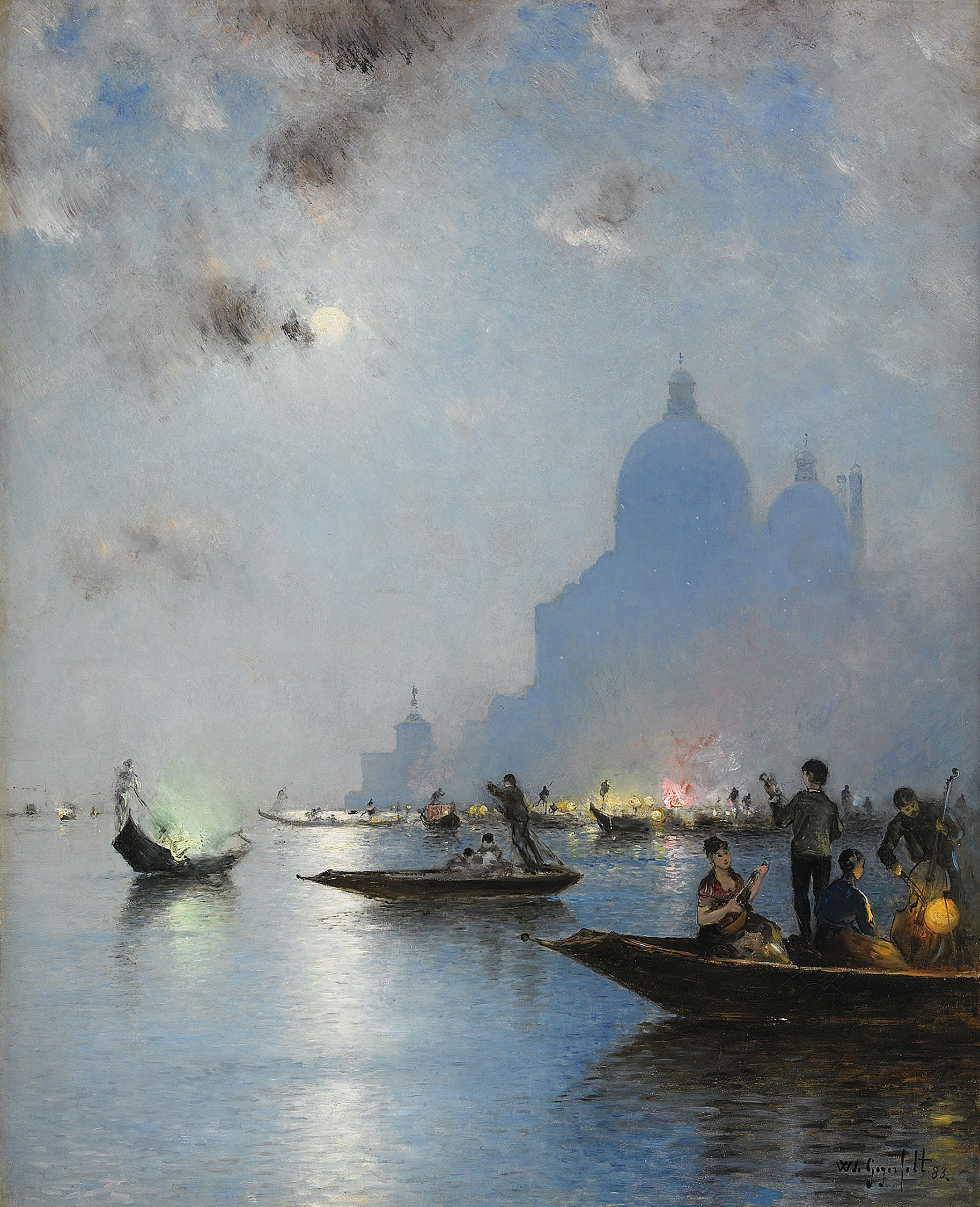
Venedig i skymning (1883)
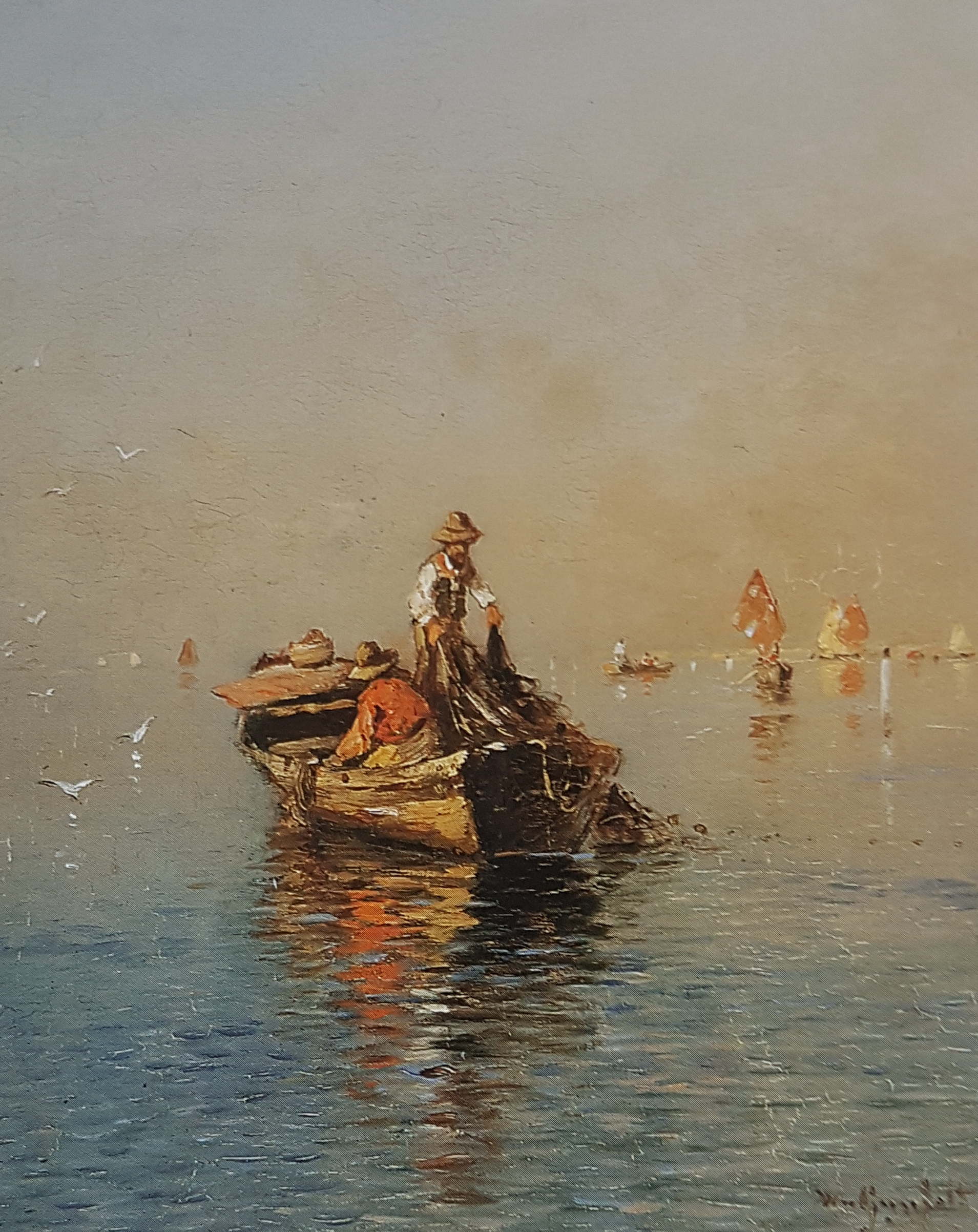
Lagunen vid Venedig (s.f.)
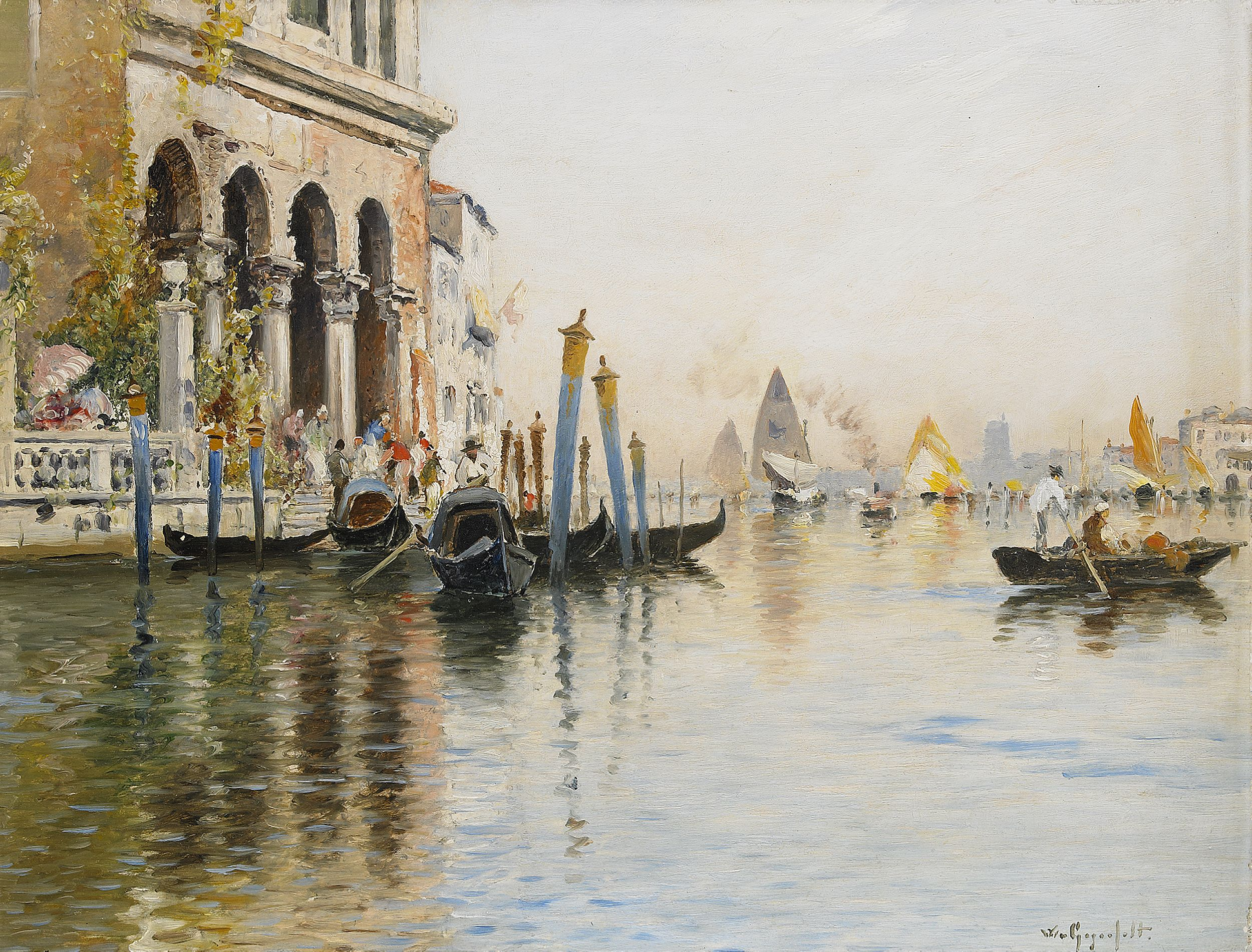
Gondoler i Venedig (s.f.)
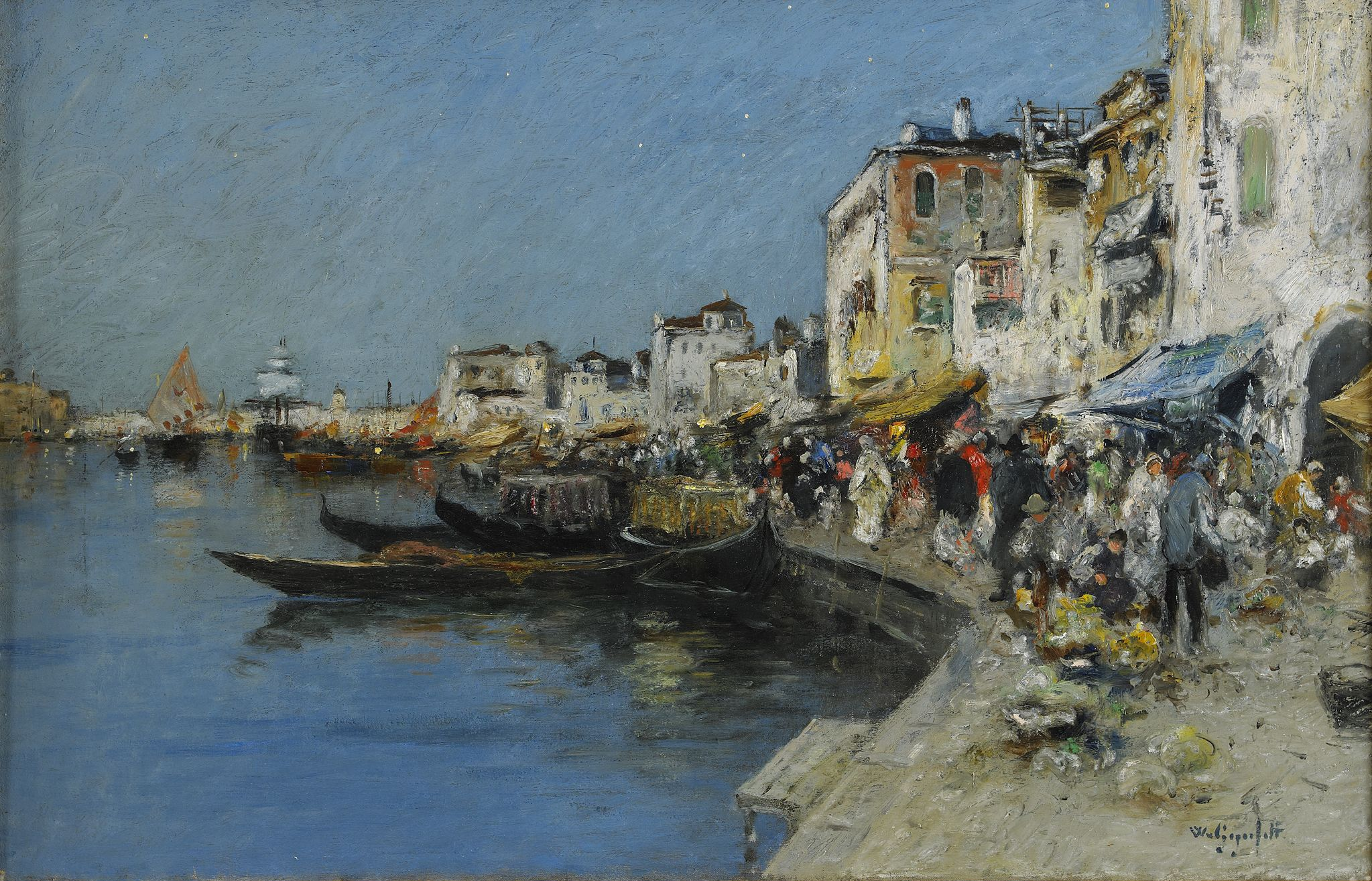
Afton i Venedig (s.f.)